# Опае
Опае (на македонска литературна норма: Опае; на албански: Opaja, Опая) е село в Северна Македония, в община Липково.

## География
Селото е разположено в западните поли на Скопска Църна гора в областта Жеглигово.

## История
През 1413-1421 година заедно с още две села Опай е включено в неистински мюлк, дарен от османския султан Мехмед І на дъщеря му Илялдъ хатун. Мюлкът се намира в нахията Ногерич (Нагоричано). Отбелязан е и в описи от 1530-1531 година.
В османски данъчни регистри на немюсюлманското население от вилаета Кратова от 1618 - 1619 година селото е отбелязано под името Опай с 16 джизие ханета (домакинства). В 1861 година Йохан фон Хан на етническата си карта на долината на Българска Морава отбелязва Опая като българско село.
В края на XIX век Опае е село в Кумановска каза на Османската империя. Ефрем Каранов пише в 1891 година, че Опо̀е е село, населено от арнаути и българи. Според статистиката на Васил Кънчов („Македония. Етнография и статистика“) от 1900 г. Опае е село, населявано от 50 жители арнаути мохамедани и 100 цигани. Според патриаршеския митрополит Фирмилиан в 1902 година в селото има 31 сръбски патриаршистки къщи.
По време на българското управление на Вардарска Македония през Първата световна война Опай е център на община в Кумановска околия и има 277 жители.
По време на българското управление във Вардарска Македония в годините на Втората световна война, Александър Ив. Павлов от Куманово е български кмет на Опае от 9 август 1941 година до 25 май 1943 година. След това кмет е Коста Ник. Емфеджиев от Плевен (7 юли 1943 - 9 септември 1944).
Според преброяването от 2002 година селото има 1996 жители.
| Националност     | Всичко |
| северномакедонци | 138    |
| албанци          | 1818   |
| турци            | 0      |
| роми             | 0      |
| власи            | 0      |
| сърби            | 38     |
| бошняци          | 0      |
| други            | 2      |